# Limnophila jordanica
Limnophila jordanica är en tvåvingeart som beskrevs av Alexander 1949. Limnophila jordanica ingår i släktet Limnophila och familjen småharkrankar. Inga underarter finns listade i Catalogue of Life.